# Francisco Spiandorello
Francisco Spiandorello (Caxias do Sul, 23 de agosto de 1943) é um político brasileiro.
Em 1978 foi eleito deputado estadual da Assembleia Legislativa do Rio Grande do Sul, sendo reeleito em 1982.